# Восстание графа Эссекса

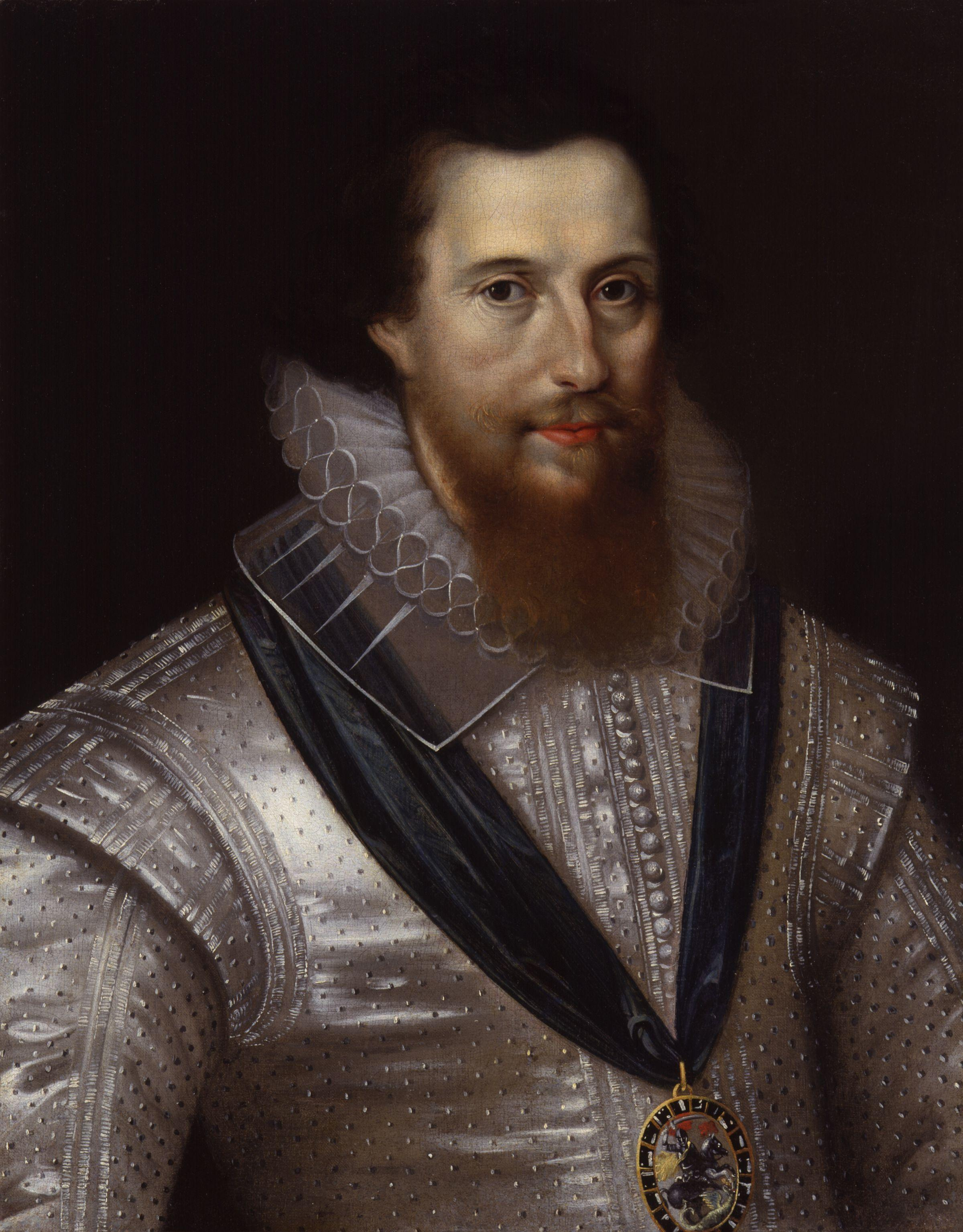
Портрет Роберта Деверё работы Маркуса Герардса Младшего

Эссекское восстание — неудачное восстание 1601 года, возглавленное Робертом Деверё, графом Эссекса, против королевы Елизаветы I, а также фракции, возглавляемой Робертом Сесилом, графом Солсбери, для получения большего влияния на двор.

## Роберт Деверё, 2-й граф Эссекса
Роберт Деверё (1565—1601) был главным лидером Эссекского Восстания в 1601 году. Будучи фаворитом королевы, в 1599 году Деверё получил должность лорд-лейтенанта Ирландии, однако вскоре впал в немилость Елизаветы I из-за провальной 17-и тысячной военной экспедиции в Ирландию. Не сумев быстро подавить Тиронское восстание, как того ожидал двор, и проведя ряд безрезультатных сражений, Деверё в конечном итоге согласился на перемирие с Хью О’Ниллом. Это перемирие было воспринято как позор для Англии и урон авторитету короны. Вернувшись в Англию вопреки приказам королевы, и «не смыв пота и грязи после долгого путешествия, предстал перед Елизаветой в её опочивальне», 29 сентября предстал перед Тайным советом и обвинён в невыполнении приказа, оскорблении короны и нанесении ущерба власти. Королева говорила о его поведении, как об «опасном и презренном». Деверё лишили своих должностей в июне 1600 года и оперативно поместили под домашний арест. В опале королевы, в политическом и финансовом крахе Деверё написал несколько писем Елизавете, прося освободить его от домашнего ареста, и 26 августа 1600 года королева вынесла окончательное решение: Деверё вновь мог свободно передвигаться, но ему было запрещено появляться при дворе. Однако 1 ноября 1600 года королева также отказалась продлить государственную монополию на сладкие вина, основной источник дохода Деверё. После этого он начал разрабатывать планы силового давления на двор.

## Восстание
Лондонская резиденция Деверё Эссекс-хаус стала местом сбора недовольных правлением Елизаветы I. 3 февраля 1601 года пять лидеров заговора встретились в Друри-хаус, предоставленном Генри Ризли, графом Саутгемптоном. В надежде избежать подозрений, Деверё не присутствовал на встрече лично. Заговорщики обсудили предложения Деверё по захвату двора, крепости и города. Их целью было заставить королеву сменить лидеров её правительства, в частности, Роберта Сесила, даже если эта попытка предполагает причинение вреда людям королевы.
Через три дня несколько последователей Деверё отправились в театр «Глобус» просить слуг лорда-камердинера провести специальное представление пьесы Ричард II со сценкой свержения Ричарда II с престола. Труппа колебалась провести столь неоднозначное представление, но в конце концов согласилась за предоплату в размере 40 шиллингов, что было «больше, чем обычно». 7 февраля тайный совет вызывает Деверё предстать перед ними, но он отказывается. Таким образом он теряет шанс застать двор врасплох и возвращается к плану устроить восстание в Лондоне, утверждая, что правительство Елизаветы планировало убить его и продать Англию Испании.
Деверё и его последователи начали спешно планировать восстание. Около 10 часов следующего утра (8 февраля) лорд-хранитель Большой печати Томас Эджертон, 1-й виконт Брэкли со свитой из трёх человек пришёл к графу Эссекса от имени королевы. Деверё схватил четырёх посланцев и держал их в заложниках, пока он и его последователи (в количестве около 200 человек) направились в город. В то же время Роберт Сесил послал предупреждение мэру и герольдам, обличая Деверё предателем. Как только прозвучало слово предатель, многие из последователей Деверё исчезли, а горожане не присоединились к нему, как того ожидал Деверё. Положение Деверё было отчаянным, и он решил вернуться в Эссекс-Хаус. Вернувшись, он обнаружил, что заложники пропали. Люди королевы под командованием лорда-адмирала Чарльза Говарда, окружили дом, и к вечеру, после сжигания компромата, Деверё сдался. Деверё, графа Саутгемптона и других оставшихся последователей заключили под арест.
Менее чем через две недели после неудавшегося восстания, Деверё и Ризли осудили за измену. Судебный процесс длился всего день и было очевидно, что приговор будет обвинительным. Хотя Деверё смог сжечь улики и спасти его последователей до своего ареста, преподобный Эбди Эштон убедил его очистить свою душу от вины: Деверё рассказал обо всех причастных, включая свою сестру Пенелопу, во многом обвинив её, хотя каких-либо мер против неё предпринято не было.

### Итоги восстания
25 февраля 1601 года Деверё был обезглавлен во дворе Тауэра.
Генри Ризли, однако, пережил Тауэр: королева смягчила ему наказание до пожизненного заключения, а после восшествия на престол Якова I он был освобождён. Сэра Кристофера Блаунта, сэра Гелли Мэйрика, сэра Генри Каффа, сэра Джона Дэвиса и сэра Чарльза Данверса осудили за государственную измену 5 марта 1601 года, и все они были признаны виновными. Джону Дэвису разрешили уйти, остальных же казнили. Однако масштабных казней не было; другие участники заговора были просто оштрафованы.